# Stefan Fuckert
Stefan Fuckert (* 11. Juni 1984 in Siegen) ist ein deutscher Moderator und Unternehmer.

## Werdegang
Fuckert wuchs im Siegener Stadtteil Weidenau (Siegen) auf und legte 2003 sein Abitur am Fürst-Johann-Moritz-Gymnasium ab. Zur gleichen Zeit arbeitete er als Sportreporter für die Siegener Zeitung und für Radio Siegen. Nach dem Studium der Soziologie und Volkswirtschaftslehre an der Universität Siegen (Abschluss Master of Arts) volontierte er beim Dortmunder Lokalsender Radio 91.2, um ab 2010 in verschiedenen Funktionen für die Mediengruppe RTL Deutschland in Köln zu arbeiten. Für den Nachrichtensender N-tv präsentierte er die Rennen der Formel 3 und berichtete als Reporter von den Olympischen Winterspielen 2014.
Ab 2015 kommentierte er Boxen bei RTL, unter anderem die Weltmeisterschaftskämpfe von Wladimir Klitschko und Marco Huck. Für den Spartensender Nitro kommentierte er live die Fußballspiele der EM- und WM-Qualifikation.
Von 2017 bis Januar 2025 moderierte Fuckert die Lokalzeit Südwestfalen im WDR Fernsehen. Bei Magenta Sport ist er als Moderator und Kommentator bei den Fußballspielen der 3. Liga im Einsatz.
Fuckert ist verheiratet, hat eine Tochter und lebt im Hürther Stadtteil Efferen.

## Sonstiges
Fuckert betreibt seit Jugendtagen aktiv Kampfsport, trägt den zweiten Schwarzgurt im Shōtōkan Karate.
In Siegen hat der lizenzierte Fitnesstrainer die Outdoor-Fitnessinitiative Rudelturnen entwickelt, die 2018 mit einem Marketing-Preis ausgezeichnet wurde.